# Bābā-ye Bozorg
Bābā-ye Bozorg (persiska: اِمامزادِۀ شاهزادِه اِبراهيم, اِمامزادِه اِبراهيم, بابا بزرگ, Bābā Bozorg, بابای بزرگ) är en ort i Iran.   Den ligger i provinsen Lorestan, i den västra delen av landet, 400 km sydväst om huvudstaden Teheran. Bābā-ye Bozorg ligger 1 471 meter över havet och antalet invånare är 117.
Terrängen runt Bābā-ye Bozorg är huvudsakligen kuperad, men norrut är den bergig. Bābā-ye Bozorg ligger nere i en dal. Runt Bābā-ye Bozorg är det ganska tätbefolkat, med 65 invånare per kvadratkilometer. Närmaste större samhälle är Qomīsh, 14,7 km nordost om Bābā-ye Bozorg. Omgivningarna runt Bābā-ye Bozorg är i huvudsak ett öppet busklandskap.